# Leipziger Straße 28 (Magdeburg)

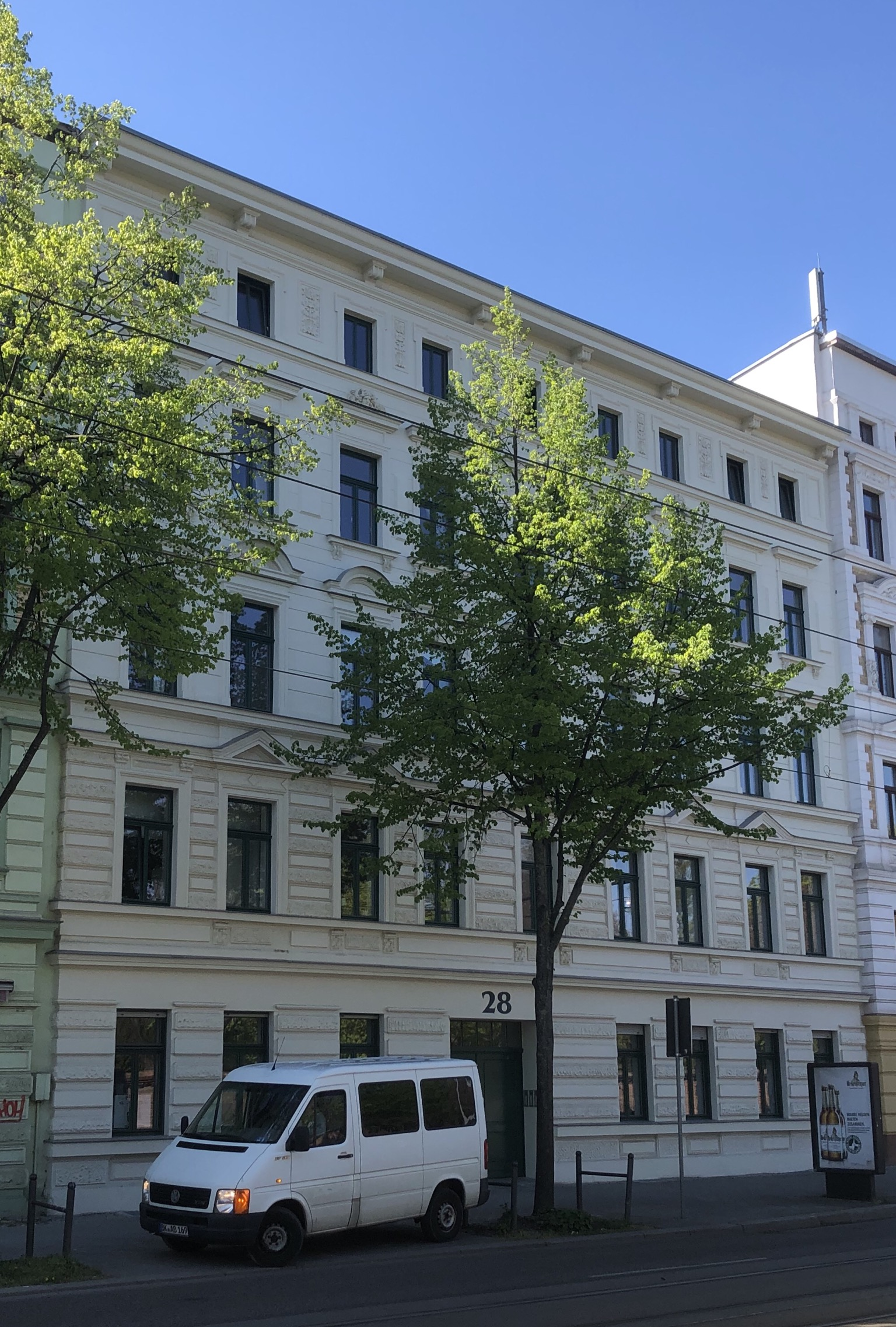
Leipziger Straße 28 in Magdeburg; Blick von Osten, 2020

Das Gebäude Leipziger Straße 28 ist ein denkmalgeschütztes Wohn- und Geschäftshaus in Magdeburg in Sachsen-Anhalt.

## Lage
Es befindet sich auf der Westseite der Leipziger Straße im Magdeburger Stadtteil Leipziger Straße. Nördlich grenzt das gleichfalls denkmalgeschützte Haus Leipziger Straße 27, südlich das Gebäude Leipziger Straße 28a an.

## Architektur und Geschichte
Der fünfgeschossige verputzte repräsentative Bau entstand im Jahr 1889 durch den Maurermeister Krumsieg. Die neunachsige Fassade ist im Stil der Neorenaissance gestaltet. Im Erdgeschoss und im ersten Obergeschoss ist die Fassade rustiziert. An den übrigen Geschossen finden sich feine Putzprofile. Am Kniestock befinden sich zwischen den Fenstern Ornamentblenden aus Stuck. 
Im örtlichen Denkmalverzeichnis ist das Wohnhaus unter der Erfassungsnummer 094 17979 als Baudenkmal verzeichnet.
Das Gebäude gilt im Rahmen des gründerzeitlichen Straßenzugs als städtebaulich bedeutsam.